# Rouède

Rouède este o comună în departamentul Haute-Garonne din sudul Franței. În 2009 avea o populație de 284 de locuitori.

## Evoluția populației
| An        | 1975 | 1982 | 1990 | 1999 | 2006 | 2009 |
| --------- | ---- | ---- | ---- | ---- | ---- | ---- |
| Populație | 248  | 221  | 227  | 236  | 276  | 284  |